# Veljko Kadijević
Veljko Kadijević (serbisch-kyrillisch Вељко Кадијевић; * 21. November 1925 in Glavina bei Imotski, Königreich der Serben, Kroaten und Slowenen; † 2. November 2014 in Moskau) war zwischen 1988 und 1992 der Verteidigungsminister Jugoslawiens. Kadijević lebte zuletzt als russischer Staatsbürger in Moskau.

## Leben
Veljko Kadijević schloss sich 1942 den Jugoslawischen Partisanen an, wurde Mitglied der Kommunistischen Partei Jugoslawiens, kämpfte gegen die Besatzer und setzte seine Karriere nach dem Krieg in der Jugoslawischen Volksarmee fort. In den 1960ern war er einer von sechs ausgewählten Offizieren, die von Tito in die US-Militärakademie in West Point, New York geschickt wurden. Er wurde fünfter Verteidigungsminister der SFRJ. Nach dem Zusammenbruch der Jugoslawischen Partei der Kommunisten begründete er die Jugoslawische Partei der Kommunisten-Bewegung in Jugoslawien.
Kadijević wurde von der kroatischen Regierung für Kriegsverbrechen während des Kroatienkrieges verantwortlich gemacht. Kroatien erhob drei Anklagen gegen ihn und schrieb 2007 einen Haftbefehl über Interpol aus, der jedoch kaum Aussicht auf Erfolg hatte. Kadijević wurde in einer der Anklageschriften gegen den jugoslawischen Ex-Präsidenten Slobodan Milošević als Mitglied einer kriminellen Vereinigung erwähnt. Eine entsprechende Anklage des Internationalen Strafgerichtshofs für das ehemalige Jugoslawien erfolgte jedoch nicht.
Am 5. Oktober 2007 veröffentlichte er in Moskau unter Beisein des Marschalls und ehemaligen sowjetischen Verteidigungsministers Dmitri Timofejewitsch Jasow sein bis jetzt nur auf Russisch gedrucktes Buch Kontrudar, in dem insbesondere die Hegemonialbestrebungen der Vereinigten Staaten, Großbritanniens und Deutschlands in den 1990er Jahren für den kriegerischen Zerfall Jugoslawiens verantwortlich gemacht wurden. Kadijević beschuldigte in dem Buch ebenso insbesondere den damaligen Präsidenten Jugoslawiens Stjepan Mesić, dass dieser einen militärischen Putsch geplant und ihn darin zu verwickeln versucht habe, um die alleinige Macht in Jugoslawien zu erreichen.
Kadijević, der seit 2001 in Moskau lebte, war dort seit 2005 als Flüchtling gemeldet und nahm am 13. August 2008 die russische Staatsbürgerschaft an, wodurch eine Auslieferung juristisch verhindert wurde.

## Werke
- Kontrudar : Moj vzgljad na razval Jugoslavii. Moskovskij izdatel'skij dom, Moskva 2007.